# Poa subenervis
Poa subenervis är en gräsart som beskrevs av Eduard Hackel. Poa subenervis ingår i släktet gröen, och familjen gräs. Inga underarter finns listade i Catalogue of Life.